# Década de 1820
A década de 1820 foi uma década do calendário gregoriano que começou em 1º de janeiro de 1820 e terminou em 31 de dezembro de 1829. 
Séculos: Século XVIII - Século XIX - Século XX
Décadas: 1790 1800 1810 - 1820 - 1830 1840 1850
Anos: 1820 - 1821 - 1822 - 1823 - 1824 - 1825 - 1826 - 1827 - 1828 - 1829
Assistiu ao surgimento da Primeira Revolução Industrial.  A fotografia, o transporte ferroviário e a indústria têxtil estiveram entre as tecnologias que se desenvolveram e ganharam destaque ao longo da década.  O colonialismo europeu começou a ganhar terreno na África e na Ásia, e o comércio entre a Dinastia Qing começou a se abrir mais para os comerciantes estrangeiros, particularmente os da Europa.  À medida que o imperialismo europeu ganhou ímpeto, resultou a oposição das sociedades afetadas / exploradas, com guerras como a Guerra de Java e a Guerra da Independência Grega.  A resistência na forma de separatismo e nacionalismo (particularmente nas Guerras de independência na América espanhola) levou à independência de muitos países ao redor do mundo, como Brasil, Peru e Bolívia.

## Acontecimentos no Brasil
No dia 9 de janeiro de 1822  Dom Pedro I recusou as convocações das Cortes de Lisboa para voltar a Portugal, esse dia ficou conhecido como Dia do Fico.A partir desse momento, D. Pedro entrou em conflito direto com os interesses portugueses, para romper o vínculo que existia entre Portugal e o Brasil.Mais tarde no mesmo ano, a 7 de setembro  D.Pedro declarou a Independência do Brasil e o fim de todos os vínculos com Portugal dando inicio ao Império do Brasil.Dois anos mais tarde em 1824 foi criada a Constituição de 1824, a primeira  constituição brasileira.